# Езон
Вижте пояснителната страница за други значения на Езон.
Езон (на старогръцки: Αἴσων; на латински: Aeson) в древногръцката митология е цар на тесалийския град Йолк/Йолкос (сега Волос, Гърция) и баща на Язон, прочут мореплавател - водач на аргонавтите, и на Промах.
Син е на дъщерята на Салмоней Тиро от цар Кретей (син на Еол), от когото тя има и други двама сина - Ферес и Амитаон. Същата тази Тиро има и (от бога на моретата Посейдон) синове-близнаци, наречени Пелий и Нелей, като малки изоставени от нея и отгледани като пастирчета. Впоследствие Пелий се завръща и отстранява съперниците си за властта над Тесалия. Той изгонва другите си братя в Месения, а престолонаследника Езон заселва в района на пещерите на Йолкос, където той става съпруг на дъщерята на местния вожд Филак Алкимеда и има с нея няколко деца от нея.
Синът на Езон и Алкимеда Язон е поставен от родителите си още от бебе, под опекунството на кентавъра Хирон, който му става учител, а богинята Хера - негова закрилница. Благодарение на нея, Пелий научава, че Язон, когото е мислел за отдавна мъртъв, всъщност е жив и урежда младежът да предяви правата си над престола. Пелий привидно се съгласява, но настоява да бъде поставен на изпитание - да замине за далечната страна Колхида (приблизително в днешна Грузия), където да намери вълшебна реликва, известна под името Златното руно и да му я донесе - тогава щял да му отстъпи Йолкос и цяла Тесалия. Известно време след като Арго - корабът с който заминава Язон, отпътува, Пелий убеждава брат си Езон, че той потънал, а Язон е загинал, с което, според една от версиите на легендата, успява да постигне гибелта на Езон и Промах, които под въздействието на тази "вест" се самоубиват с отрова (или Езон се отравя, а Пелий се възползва от беззащитността на Промах, който е тогава още малко дете и убива и него). Според друга версия Езон е жив до завръщането на Язон, който донася руното (одрана и ощавена овча кожа, в мита - на летящия овен, пренесъл през моретата Фрикс), а се връща и женен за дъщерята на Еет, царя на Колхида, на име Медея - прочула се в Гърция, като особено зла вещица. Медея отначало подмладява Езон (или оставя хората с впечатлението, че го е направила), а после внушава на дъщерите на Пелий, че и те могат да сторят същото с баща си, но ги подвежда да го насекат на парчета и да ги сварят в казан. Все пак Язон и Езон (ако тогава е бил жив) не остават в Йолкос, защото са отново изместени - от Акаст, син на Пелий. След като напуска Йолк Язон се преселва в Коринт и е възможно и Езон да е бил с него.